# Nggembe
Nggembe is een bestuurslaag in het regentschap Bima van de provincie West-Nusa Tenggara, Indonesië. Nggembe telt 2771 inwoners (volkstelling 2010).